# Gabriel Canat de Chizy
Gabriel Canat de Chizy, né le 20 septembre 1860 dans le 2e arrondissement de Lyon et mort le 5 mai 1938 dans la même ville, est un ingénieur français du corps des Ponts et Chaussées de la Compagnie des chemins de fer de Paris à Lyon et à la Méditerranée (PLM).

## Biographie
Gabriel Canat est né le 20 septembre 1860 dans le 2e arrondissement de Lyon, fils de Pierre Paul Émile Canat, avocat, et de Camille Eugénie Rater. Il est autorisé à porter le nom de Canat de Chizy par jugement du Tribunal de Lyon en date du 26 avril 1928. 
Entré à l’École polytechnique, il en sort le 1er novembre 1881 élève ingénieur dans le corps des Ponts et Chaussées, ingénieur de 3e classe le 1er juillet 1884.
En 1884, il est chargé de la construction et du contrôle des travaux du chemin de fer d’intérêt local de Lons-le-Saunier à Champagnole et de Lons-le-Saunier à Saint-Laurent. En 1890, il est chargé du service ordinaire de l’arrondissement Sud du département de l’Isère et du Service hydraulique des bassins du Drac, de la Romanche, de la Bonne, de la Fure, de la Morge et du Guiers, du contrôle des 104 kilomètres de tramways de l’Isère et du contrôle de l’exploitation des 130 kilomètres de chemin de fer PLM. Le 1er avril 1895, il est affecté à Lyon, chargé du service ordinaire et hydraulique de l’arrondissement Nord du département du Rhône, du service spécial de la Saône du contrôle des tramways de Lyon et de divers chemins de fer d’intérêt local, de la construction et du contrôle des chemins de fer du Beaujolais, de la ligne d’Amplepuis à Saint-Vincent-de-Reins, de la construction d’un pont sur la Saône à Frans, de la construction d’un barrage réservoir sur la Turdine pour l’alimentation en eau de la ville de Tarare.
Mis en congé à compter du 1er octobre 1902 par décision ministérielle du 20 août, il est autorisé à entrer au service de la Compagnie PLM, en qualité d’ingénieur en chef attaché au service de la construction. Là, il travaille sur les lignes de chemin de fer de Lons-le-Saunier à Champagnoles et à Saint-Laurent ; de Villefranche à Tarare et à Monsols ; d’Amplepuis à Saint-Vincent-de-Reins ; d’Orange à Buis-les-Baronnies ; de Chamonix à la frontière suisse ; d’Anduze à Saint-Jean-du-Gard ; de Moutiers à Bourg-Saint-Maurice ; de Riom à Châtel-Guyon et Vichy ; de La-Ferté-Hauterive à Gannat ; du Puy à Nieigles-Prades et de Nice à Coni. Il construit des ouvrages d’art : pont sur la Saône à Frans ; barrage de la Turdine, à Tarare ; pont sur l’étang de Caronte, à Martigues ; viaduc des Eaux-Salées à Sausset ; viaduc de la Recoumène, au Monastier ; pont sur l’Allier à Abrest.
Il meurt à Lyon le 5 mai 1938.

### Sociétés savantes
Il est élu le 4 juin 1907 à l'Académie des sciences, belles-lettres et arts de Lyon, et préside celle-ci en 1910.

## Distinctions
Il est nommé chevalier de la Légion d’honneur le 23 janvier 1901 et promu officier le 30 décembre 1918.

## Publications
- 1908 : Du rôle actuel et futur de l’électricité dans l’exploitation des chemins de fer. Discours de réception à l’Académie de Lyon. Mémoires de l’Académie de Lyon, 10.
- 1910 : Les longs tunnels alpins. Congrès Intern. Chemins de fer.
- 1911 : C. R. des travaux de l’Académie pendant l’année 1910. Mém. Acad. Lyon, 11.
- 1912 : Allocution prononcée en quittant la présidence de l’Académie. Ac. Rapports 1909-1912.
- 1913 : Sur quelques phénomènes morbides constatés pendant le travail dans l’air comprimé. Mém. Acad. Lyon, 13.
- 1913 : La ligne de Miramas à l’Estaque. Le viaduc de Caronte. Ann. Ponts et Chaus., 584-593.
- 1929 : Le chemin de fer de Nice à Coni. Bull. Soc. Géogr. Lyon.
- 1930 : Notice sommaire sur le canal de Jonage. Bull. Soc. Géogr. Lyon.
- 1931 : Le transsaharien. Bull. Soc. Géogr. Lyon.
- 1932 : La houille blanche en France. Bull. Soc. Géogr. Lyon.
- 1932-1934 : Aménagement du Rhône. Bull. Soc. Géogr. Lyon.
- 1936 : Projets d’aménagement du port de Marseille. Bull. Soc. Géogr. Lyon.
- 1937 : Les transports en commun dans Lyon et sa banlieue de 1852 à nos jours. Mâcon, Protat frères